# Slaven Bertoša
Slaven Bertoša (Pula, 13. ožujka 1967.), hrvatski povjesničar.

## Životopis
Slaven Bertoša završio je osnovnu školu (1981.) i gimnaziju (1985.) u svom rodnom gradu. Na Talijanskom sveučilištu za strance (Università Italiana per Stranieri) u Perugi - Corso preparatorio di lingua italiana (1987.) i Corso di secondo grado: indirizzo linguistico-culturale (1988.) - usavršio se u poznavanju talijanskog književnog jezika, književnosti, povijesti i kulture. Diplomirao je povijest na Filozofskom fakultetu Sveučilišta u Zagrebu (1992.) i na Facoltà di Lettere e Filosofia na Università degli Studi “Ca’ Foscari” u Veneciji (1996.). Prije dolaska na Filozofski fakultet, sada Odjel za humanističke znanosti Sveučilišta Jurja Dobrile u Puli (1995.), radio je u Sveučilišnoj knjižnici u Puli, tada Naučnoj biblioteci (1994.), te u Institutu društvenih znanosti “Ivo Pilar”, tada Institutu za primijenjena društvena istraživanja Sveučilišta u Zagrebu s Centrom u Puli (1994./1995.).
Na Filozofskom fakultetu u Zagrebu obranio je magistarski rad pod naslovom “Gospodarske i društvene prilike u puljskoj komuni od početka do polovice XVII. stoljeća” (1997.) te doktorsku disertaciju pod naslovom “Pula u XVII. i XVIII. stoljeću: društvene, demografske i etničke promjene” (2000.).
U tri je navrata dobio međunarodnu stipendiju za pohađanje prestižnog Corso Internazionale di Alta Cultura u Veneciji: “Il paesaggio: dalla percezione alla descrizione” (1990.), “Parigi/Venezia: cultura, relazioni, influenze, negli scambi intellettuali del Settecento” (1993.) i “Precipitare la fine anticipare l’inizio: succisa virescit” (1997.). Dva je puta (1998. i 1999.), u okviru međunarodne razmjene znanstvenika, bio na studijskom boravku na Sveučilištu u Macerati. Obavlja istraživanja i znanstveno se usavršava u mnogobrojnim bibliotečnim i arhivskim fondovima u zemlji (Arhiv HAZU u Zagrebu, Državni arhiv u Rijeci,  Državni arhiv u Pazinu, Sveučilišna knjižnica u Puli, Centar za povijesna istraživanja / Centro di ricerche storiche u Rovinju, Župni arhiv u Poreču) i inozemstvu (u Veneciji: Arhivio di Stato, Biblioteca Marciana; Trstu: Archivio di Stato; u Udinama: Archivio di Stato; u Macerati: Archivio di Stato, Biblioteca Comunale, Biblioteca dell’Istituto di Filologia e Storia Medievale, Biblioteca Nazionale di Napoli - Sede staccata di Macerata; u Anconi: Archivio di Stato, Biblioteca Comunale Benincasa; Ascoli Picenu: Archivio di Stato; u Jesiju: Archivio Storico Comunale, Biblioteca Comunale i dr.).
U sva je suradnička i znanstveno-nastavna zvanja izabran na Odjelu za humanističke znanosti: 1995. u mlađeg asistenta, 1997. asistenta, 2000. višeg asistenta, 2001. docenta i 2004. izvanrednog profesora.
Od 1995./1996. predaje Povijest na studiju Razredne nastave (najprije u okviru tadašnjeg Pedagoškog fakulteta, zatim na Visokoj učiteljskoj školi, a potom na Odjelu za obrazovanje učitelja i odgojitelja Sveučilišta Jurja Dobrile u Puli). Na Odjelu za humanističke znanosti na studiju Povijesti predavao je Hrvatsku povijest XVI. do XVIII. stoljeća i Svjetsku povijest od XVI. stoljeća do 1870., a sada predaje kolegije Uvod u novi vijek, Uvod u hrvatski novi vijek i Apeninski poluotok u srednjem vijeku, u sklopu predmeta Svjetska povijest srednjega vijeka. Vanjski je suradnik Filozofskog fakulteta u Rijeci, gdje je predavao Hrvatsku povijest XVI. do XVIII. stoljeća i Svjetsku povijest od XVI. stoljeća do 1870., a sada predaje kolegije Povijest novovjekovne Hrvatske i Svijet Sredozemlja od XVI. do XVIII. stoljeća. U akademskoj god. 2005./2006. bio je gostujući profesor Odsjeka za povijest na Filozofskom fakultetu u Zagrebu (na kolegiju Svjetska povijest u XIX. stoljeću). U dva mandata obnašao je dužnost pročelnika Odsjeka za povijest na tadašnjem Filozofskom fakultetu u Puli.
Suinicijator Memorijala Petra Stankovića.
Bio je član radne skupine Filozofskog fakulteta u Puli za izradu novog studijskog programa prema načelima tzv. Bolonjske deklaracije (ECTS), kojem je i jedan od autora, te glavni koordinator za njegovu provedbu na Odsjeku za povijest.
Temeljno područje njegova znanstvenog interesa odnosi se na istraživanje gospodarskih, društvenih, etničkih, vjerskih, a posebice migracijskih i kolonizacijskih prilika u Istri i na Kvarneru u srednjem i novom vijeku (XI.-XIX. stoljeće). Bio je glavni istraživač i voditelj projekta Filozofskog fakulteta u Puli “Grad i selo u Istri od XVI. do XVIII. stoljeća”, suradnik na projektu trajne istraživačke djelatnosti “Istarski Hrvati: između potisnuta identiteta i usporene integracije” Instituta za primijenjena društvena istraživanja Sveučilišta u Zagrebu te projektu Zavoda za povijesne i društvene znanosti HAZU u Rijeci s Područnom jedinicom u Puli “Prilozi za povijest Zapadne Hrvatske (Istra, Kvarnersko primorje, Gorski kotar)”. Sada je glavni istraživač i voditelj projekta Odjela za humanističke znanosti Sveučilišta Jurja Dobrile u Puli “Istarsko društvo XVI.-XIX. stoljeća: povijesne i kulturološke teme” te suradnik na projektu Zavoda za povijesne i društvene znanosti HAZU u Rijeci s Područnom jedinicom u Puli “Povijest zapadne Hrvatske (Istra, Kvarnersko primorje, Gorski kotar, Lika)”.
Kao suradnik Leksikografskog zavoda Miroslav Krleža u Zagrebu na projektu “Istarske enciklopedije” (2003. – 2005.),  napisao je 95 natuknica.
Slaven Bertoša član je uredništva časopisa “Historijski zbornik” iz Zagreba (od 2001.), međunarodnog uredničkog vijeća časopisa “Ekonomska i ekohistorija - Economic-and Ecohistory, časopis za gospodarsku povijest i povijest okoliša” te suradnik brojnih edicija, poput “Croatice Christiane Periodice” i “Povijesnih priloga” iz Zagreba, “Vjesnika Državnog arhiva u Rijeci”, te istarskih časopisa “Atti del Centro di Ricerche Storiche” u Rovinju, “Vjesnik Istarskog arhiva” u Pazinu, “Buzetski zbornik”, “Acta Histriae” u Kopru, “Zbornik Općine Lupoglav”, “Zbornik Općine Lanišće”, “Istarska Danica”, “Kalendar Franina i Jurina”, itd. Član je Katedre Čakavskog sabora za povijest Istre - Pazin i suradnik katedri u Buzetu i Žminju.
Do sada je objavio četiri knjige i više od 200 bibliografskih jedinica, uglavnom izvornih znanstvenih i preglednih radova. Nastupio je na tridesetak domaćih i međunarodnih znanstvenih skupova.
Govori i piše talijanskim i engleskim, a služi se francuskim i španjolskim jezikom.

### Knjige
- “Život i smrt u Puli. Starosjeditelji i doseljenici od XVII. do XIX. stoljeća”, Skupština udruga Matice hrvatske Istarske županije, Pazin 2002., 577 str.
- “Levantinci u Puli (XVII.-XIX. stoljeće)”, Zavičajna naklada “Žakan Juri”, Pula 2003., 253 str. ISBN 953-6487-23-3
- “Svjetska povijest modernoga doba (XVI.-XIX. stoljeće) s posebnim osvrtom na Apeninski poluotok”, Profil International, Zagreb 2004., 492 str.
- “Rašpor i Rašporski kapetanat: povijesni pregled”, Katedra Čakavskog sabora Pazin, Pazin 2005., 159 str.

### Priređivanje knjige
- Bernardo Benussi: “Povijest Pule u svijetlu municipalnih ustanova do 1918. godine” (zajedno s akademikom Petrom Strčićem, dr. Matom Križmanom, dr. Robertom Matijašićem, dr. Klarom Buršić-Matijašić, dr. Miroslavom Bertošom i prof. Marinom Budicinom), Zavičajna naklada “Žakan Juri”, Pula, 2002., 797 str. ISBN 953-6487-02-0

### Nagrade i priznanja
- “Nagrada Zaklade Sveučilišta u Rijeci” za područje društvenih i humanističkih znanosti, za posebne zasluge u znanstvenoistraživačkom i nastavnom radu te u javnoj djelatnosti s ciljem promocije, širenja i primjene rezultata znanstvenoistraživačke djelatnosti (2007.).